# Mesotel
Mesotel är en typ av vävnad som utgör beklädnaden i kroppens inre håligheter som till exempel lungsäckarna, bukhåla, och hjärtsäcken. Mesotelcellerna är skivformade epitelceller med mikrovilli. De ligger fästade vid en underliggande bindvävsstruktur.
Cellerna bidrar till produktionen av serös vätska i håligheterna, som minskar friktionen.